# Buslijn 155 (Amsterdam-Almere)
Buslijn 155 zijn twee voormalige buslijnen uit de regio Almere. 

## Geschiedenis

### Lijn 155 I
De eerste lijn 155 werd op 23 mei 1982 ingesteld door de toenmalige streekvervoerder VAD en reed van Almere Stad Passage via Naarden naar Bussum. Lijn 155 werd bij de opening van de Flevospoorlijn op 31 mei 1987 naar Almere Centrum doorgetrokken en ging buiten de spits om een halfuursdienst rijden in plaats van een uur; een jaar later werd dit weer ongedaan gemaakt. De zaterdagdiensten werden ingeperkt en kwamen per 23 mei 1993 te vervallen. In mei 1994 fuseerde VAD met het oostelijke vervoersgebied van Centraal Nederland en de Nieuwegein-vestiging van Westnederland tot Midnet; lijn 155 was voortaan een Midnetlijn. In 1999 fuseerde Midnet met de omringende streekvervoerders tot Connexxion; lijn 155 werd op 14 december 2003 opgeheven bij de ingebruikname van de Gooiboog waardoor Almere een rechtstreekse treinverbinding kreeg met Utrecht.

### Lijn 155 II
Ter aanvulling op lijn 158 stelde Connexxion twee spitslijnen in (261 en 263) tussen Almere en station Holendrecht. Deze werden in 2009 tot 153 en 155 vernummerd. Lijn 155 reed in de ochtendspits ieder half uur van Almere Parkwijk naar Amsterdam en in de middagspits de omgekeerde route. In december 2017 ging de concessie Almere naar Keolis en werd lijn 155 opgeheven. De lijn is min of meer vervangen door de R-net lijn 323, maar ingekort vanuit Almere tot station Bijlmer ArenA.